# Macropeza geari
Macropeza geari är en tvåvingeart som beskrevs av Meillon och Wirth 1981. Macropeza geari ingår i släktet Macropeza och familjen svidknott. Inga underarter finns listade i Catalogue of Life.